# Хатояма Ітіро
Ітіро Хатояма (яп. 鳩山 一郎; нар. 1 січня 1883, Токіо — пом. 7 березня 1959, Токіо) — японський політичний і державний діяч. Прем'єр-міністр Японії з 1954 по 1956 рік. Один із засновників Ліберально-демократичної партії Японії.

## Біографія
Закінчив юридичний факультет Токійського університету. Політичну кар'єру почав в 1912 р. як член Токійських міських зборів. З 1915 по 1940 р. 13 разів обирався депутатом парламенту від партії Ріккен Сейюкай, в 1927–1929 рр.. займав пост генерального секретаря цієї партії. Був міністром освіти (1931–1934). Під час Другої світової війни входив до Політичної асоціації Великої Японії. Один з організаторів Ліберальної партії Японії (1945) та її голова. У 1946–1951 рр.. в результаті «чистки» був позбавлений права займатися політичною діяльністю. Відновлений у правах в 1951 р. Всередині партії очолював опозицію прем'єру Сіґеру Йосіді, а при створенні Демократичної партії Японії (1954) став її лідером. Після створення Ліберально-демократичної партії увійшов до її колективного керівництва, а в 1956 р. став першим головою ЛДП. Тричі очолював уряд (1954–1956). Виступав за ослаблення політичної залежності від США. Активний прихильник відновлення міждержавних відносин з СРСР, скріпив своїм підписом Спільну декларацію СРСР і Японії 1956.